# Győrtelek
Győrtelek község Szabolcs-Szatmár-Bereg vármegyében, a Mátészalkai járásban.

## Fekvése
A település a Szatmári síkságon, Nyíregyházától 67, Csengersimától 29, Mátészalkától 12, Nagyecsedtől 10, Fehérgyarmattól ugyancsak 10 kilométer távolságra található, a kanyargó Holt-Szamos partján.
A községen keresztülvezet a 49-es és 491-es főút, melyen át Nagygécnél (Csengersimánál) Románia, Tiszabecsnél Ukrajna érhető el. Nagyecseddel és azon keresztül Fábiánháza térségével a 4922-es út köti össze.
Vonattal a Mátészalka–Csenger-vasútvonalon érhető el. A vonalon a falunak két megállója is van, Győrtelek megállóhely és Győrtelek alsó megállóhely.

## Története
A falu nevét 1380-ban említik először: p. Giurtheleke néven. Ekkor már jobbágylakossága is volt. 1333-ban Cháholyi Sebestyén György nevű fiának adta, és nevezte el Gerg-telkének (Leleszi Káptalan). 1399-ben  az elpusztult Mácsa lakóinak egy része is ideköltözött. 1452-ben a neve Geregteleke, Gertheleke, Gergthelek, 25 évvel később Gyerthelek volt. Az ebből származó 'Györtelek' elnevezés a 19. század közepén módosult a mai hosszú ő-s alakra.
Az ecsedi vár szomszédságában fekvő települést története során sok megpróbáltatás érte. A környéken átvonuló hadak minden alkalommal feldúlták, a 17. század végén 18. század elején pedig csaknem elpusztult.
1662-ben a szatmári vár német őrsége, 1717-ben a tatárok dúlták fel. 1709-ben és 1742-ben pedig pestis tizedelte meg a lakosságot. A Szamos árvize szinte  évente elöntötte, az 1970-es nagy árvíz alkalmával például a község nagyobb része víz alá került. Lakosai közül ekkor sokan a közeli Mátészalkán építettek új otthont maguknak.
A 18. század végéig a gróf Károlyi, Ilosvay, Irinyi, Patay stb. családoké. Az 1900-as évek elején Jékey Zsigmond és Németh Elemér volt legnagyobb birtokosa. (Borovszky)
Győrtelek mai határa területén feküdt valamikor Bodorfölde, neve 1406-ban tűnik fel a Kállaiak, Tunyogiak, Csaholyiak pusztájaként: Bodorfewlde alakban. (1427: pr.Bodortheleke). Valószínűleg egykori lakosáról nevezték el.

## Közélete

### Polgármesterei
- 1990–1994: Bétéri György (független)[4]
- 1994–1998: Bétéri György (független)[5]
- 1998–2002: Bétéri György (független)[6]
- 2002–2006: Halmi József (független)[7]
- 2006–2010: Halmi József (MSZP)[8]
- 2010–2014: Halmi József (MSZP)[9]
- 2014–2019: Halmi József (MSZP)[10]
- 2019–2024: Halmi József (MSZP)[11]
- 2024– : Halmi József (MSZP)[1]

## Népesség
A település népességének változása:
| Lakosok száma | 1615 | 1608 | 1599 | 1627 | 1609 | 1603 | 1589 |
|               | 2013 | 2014 | 2015 | 2021 | 2022 | 2023 | 2024 |

2001-ben a település lakosságának 88%-a magyar, 12%-a cigány nemzetiségűnek vallotta magát.
A 2011-es népszámlálás során a lakosok 75,5%-a magyarnak, 5,6% cigánynak, 0,2% bolgárnak, 0,2% románnak mondta magát (24,3% nem nyilatkozott; a kettős identitások miatt a végösszeg nagyobb lehet 100%-nál). A vallási megoszlás a következő volt: római katolikus 4,5%, református 58%, görögkatolikus 3%, felekezeten kívüli 6% (28,1% nem válaszolt).
2022-ben a lakosság 71,1%-a vallotta magát magyarnak, 7,5% cigánynak, 0,2% ruszinnak, 0,2% németnek, 0,1-0,1% örménynek, bolgárnak, ukránnak, románnak és lengyelnek, 0,9% egyéb, nem hazai nemzetiségűnek (28,9% nem nyilatkozott; a kettős identitások miatt a végösszeg nagyobb lehet 100%-nál). Vallásuk szerint 2,1% volt római katolikus, 43,9% református, 2% görög katolikus, 0,8% egyéb keresztény, 11,3% felekezeten kívüli (39,5% nem válaszolt).

## Nevezetességei

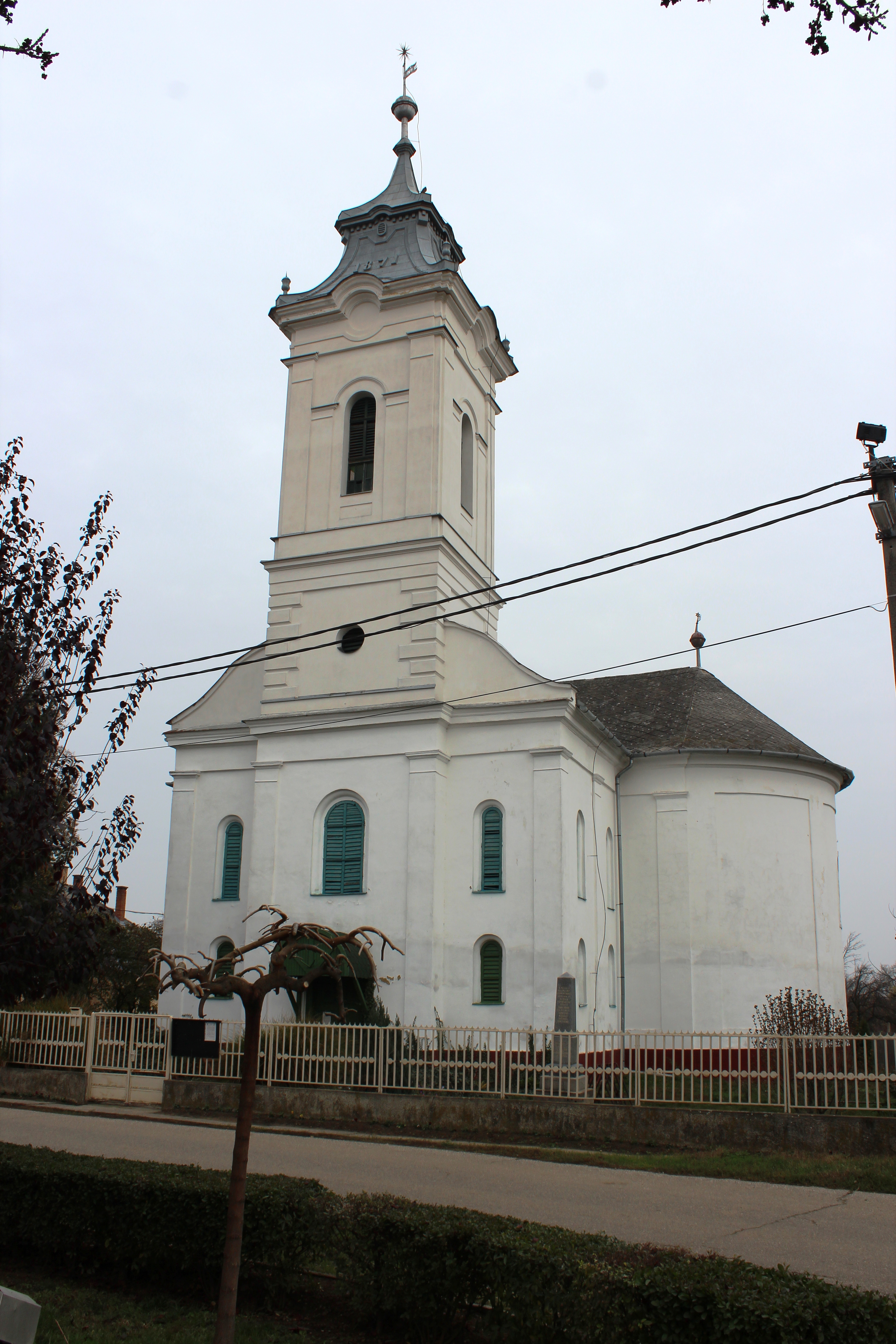
Református templom

- Református temploma klasszicista stílusban épült, félkörívben záródó teremtemplom. 1731 körül épült fatemplomát 1781 táján újjáépítették. A mai téglatemplom 1822-ben készült el.[15][16] Jelenlegi lelkipásztora (2020-as állapot szerint) Keresztiné Szemán Szilvia, aki 2006 óta szolgál a településen.
- A romantikus és szecessziós stílusjegyeket egyaránt hordozó ún. Csizmadia-kúria a 20. század elején épült. 1990 óta védett műemlék.[17]

## Természeti értékei
A falu a Holt-Szamos mellett fekszik, csodálatos természeti környezetben, érintetlen vízi- és növényvilággal.
A község nyugati részén található egy kb. 300 éves fehér fűzfa matuzsálem.

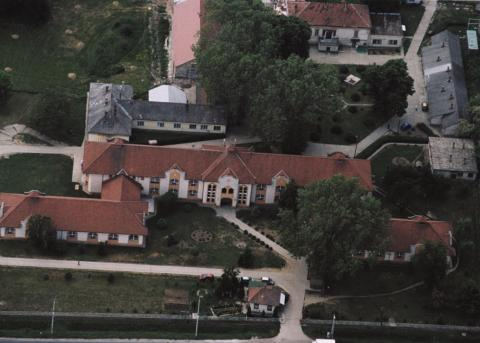
Győrteleki légifotó

## Ismert emberek
Itt született 1929-ben Radványi Barna újságíró, humorista.